# The Simpsons: Bart vs. the Space Mutants
The Simpsons: Bart vs. the Space Mutants es un videojuego basado en la serie de televisión Los Simpson. El juego fue lanzado originalmente en 1991, y hay versiones para los sistemas Atari ST, Commodore Amiga, Commodore 64, Commodore 128, ZX Spectrum, PC DOS, Amstrad CPC, Nintendo Entertainment System, Master System, Mega Drive y Sega Game Gear.

## Argumento
Bart Simpson es el único que sabe del plan secreto de los extraterrestres y tiene que pararlo o de lo contrario podrán tener armas para asumir el control el mundo. En cada nivel, Bart debe recoger artículos específicos, es decir objetos púrpuras, sombreros, globos, muestras de la salida o barras nucleares, antes de que él se reúna un jefe en el final del nivel.
Los jefes, como los niveles, serán familiares para los televidentes de la serie animada. Bart puede solamente soportar dos golpes directos (al perder dice "Eat my shorts, man", o sea, "Cómete mis pantalones), y después de tres vidas perdidas el juego termina. Recoger los iconos de Krusty puede proporcionar una vida adicional, y hay una variedad de armas juveniles a recoger y a utilizar: el aerosol, y los dardos en el nivel 4. Bart puede también recoger monedas para comprar las armas o para ganar una vida adicional.

## Equipamiento
Gafas de Rayos-x: Las principales armas defensivas son las gafas de rayos X
que le permiten distinguir cuales de los ciudadanos de Springfield son humanos y cuales son extraterrestres disfrazados (similar a la película They Live). Saltando en los extraterrestres, estarán obligados a abandonar el cuerpo humano y dejar atrás un icono que comienza de deletrear uno de los nombres de la familia de los Simpson (es decir, Homer, Maggie, Marge o Lisa). Si Bart logra saltar en suficientes extraterrestres y llega a deletrear los nombres de los miembros de su familia, la familia aparecerá para ayudarle a derrotar al jefe. Sin embargo, si salta Bart en un ser humano, se llevará daños.
Pintura en Spray: Bart utiliza pintura en aerosol en el Nivel 1 para convertir una
gran variedad de artículos de color púrpura en rojo.
Resortera: Bart usa una resortera en el nivel 3 para golpear
globos, y para ciertos juegos de carnaval.
Pistola de dardos: La pistola de dardos se utiliza en el Museo. Puede golpear
las señales de salida y es la única arma de fuego que puede aturdir enemigos.
Llave (Herramienta):La llave se utiliza en el nivel uno para activar los hidrantes
Bombas cereza: ¿Se puede asustar a los animales cuando se deja caer una cereza sobre el
terreno?. Sin embargo, el jugador corre el riesgo de que reciba daños enojando a los perros pitbull si se utiliza.
Cohetes:Cohetes son fuegos artificiales que se pueden lanzar a las ventanas y otros elementos.
Llave: Puede ser utilizada como un elemento en el Nivel 1 en la puerta del centro de retiro.
Silbato: El silbato es usado para que venga el abuelo para
darle las monedas en el Nivel 1. Sin embargo, el jugador corre el riesgo de que quede dañado, atrayendo perros pitbull a él.
Imán: El imán se utiliza en el nivel 3 para garantizar una victoria
en la rueda de juegos.
Donuts: Las Cajas de donuts se encuentran solo en el último 
nivel. Si se utiliza, Homer elimina a los enemigos de la pantalla.
Otros objetos: Bart solo es capaz de soportar 2 tiros directos para perder, y después de tres vidas es Game Over.
Recopilación de los iconos de Krusty dan una vida extra, Bart puede también Recoger las monedas para comprar armas o para ganar una vida extra (después de llegar a 15 monedas, pero diez se deducen a la recepción de la vida extra). Los Bustos de Jeremías Springfield le dan a Bart unos breves segundos de invencibilidad.

## Desarrollo
Bart vs the Space Mutants fue el primer videojuego basado en la serie animada de televisión Los Simpsons ,e incluye el tema musical de la serie. El juego fue diseñado por Garry Kitchen. fue publicado en 1991 por Acclaim para la Nintendo Entertainment System, Sega Master System , Atari ST , Amiga, y ZX Spectrum,  y por Ocean Software para el Commodore 64 y Amstrad CPC .  el juego fue publicado en 1992 para Mega Drive y la consola de juegos Game Gear bajo el sello Flying Edge de Acclaim . se publicó también un juguete LCD portátil del juego por Acclaim en 1991.Imagineering desarrolló Bart vs the Space Mutants para la Nintendo Entertainment System, Atari ST, y Game Gear,  mientras que Arco Desarrollos desarrolló el juego para el ZX Spectrum, Commodore 64, y  Génesis

## Recepción
Según la revista Hispanic Engineer & Information Technology, el juego fue un éxito de ventas . los comentarios de Bart vs the Space Mutants han sido mixtos. Muchos críticos han descrito el juego como difícil. Un autor para el diario italiano La Repubblica dijo que los niveles no son fáciles, y la edición sueca de Sega Force describió el juego como a la vez difícil y aburrido. Nintendo Power (que calificó el juego de NES 66/100 ) escribió :" Bart Simpson por fin ha llegado a la NES de Acclaim Su aventura, sin embargo, es todo menos un juego de bajo rendimiento Este juego es muy difícil y puede ser frustrante por lo que algunos jugadores las tareas que debe realizar para completar la aventura requiere paciencia y habilidad " . 
La versión de NES de Bart vs the Space Mutants recibió una calificación de B de Lou Kesten de Entertainment Weekly, quien señaló que " el mayor inconveniente de este juego es su sección inicial brutalmente difícil. Sin embargo , lo que hace que sea difícil son los puzles estratégicos inteligentes en lugar de acrobacias con pulgares. Bart pone a prueba los reflejos y la imaginación de una manera muy rara en los videojuegos ". El Crítico David Mrozek era más negativo , dándole una calificación de D , y observando que " la dificultad es una locura! " Añadió que el juego " es en realidad bastante divertido de jugar, pero es implacable que no perdona , lo que requiere para completar cada meta única sin problemas ! [ ... ] Ya que no hay contraseña, siempre estás condenado a repetir las primeras etapas, y considerando la dificultad , que la supervisión es imperdonable " . 
James Leach de Your Sinclair dio al juego ZX Spectrum una calificación de 92/100 , escribiendo que " estoy muy metido en este juego. Por lo que yo puedo ver , tiene todo lo que debería tener. Es rápido , es fácil en los lugares y malvados; que tiene una enorme cantidad de variedad. ¿Qué más se puede pedir? [ ... ] los gráficos son muy caricaturesco , como era de esperar , y no hay ollas de color ". Leach señaló también que la idea de incluir minijuegos en Bart vs the Space Mutants " es bastante inspirado, y hace que el juego sea aún más divertido ". un crítico de Crash también dio la versión de ZX Spectrum una crítica positiva , con una calificación de 91/100 .  Él alabó la variedad y la jugabilidad del juego, y señaló que "si bien puede parecer bastante básico [ ... ] que es cuando se inicia el descubrimiento de las cosas, haciendo uso de los objetos , la búsqueda de tesoros escondidos que realmente cobra vida . y el logro uno de los objetivos es satisfactorio porque la ruta hasta su finalización puede ser muy difícil (sobre todo algunos de los elementos de la plataforma ) ". el revista también observó que " si eres fan de los Simpsons del juego muy atractivo, los gráficos son reflejo de Matt Groening  ¿Y cuánto de un ventilador está dictados cuánto está realmente va a disfrutar de este [ juego ] . Los no aficionados aún pueden conseguir un montón de entretenimiento , pero algunas partes pueden ser frustrante si usted no está en los personajes ". 
En 2009, el editor 1UP.com el editor Bob Mackey revisó el juego . Aunque le gustaba el primer nivel de " mezclar una cantidad impresionante de referencias de la serie , con un juego que tiene una pizca de apuntar y hacer clic aventura en " , expresó su disgusto por los otros niveles : " Por desgracia , ya sea debido a la falta de ideas o la falta de tiempo (probablemente el último) , el resto de Bart Vs. the Space Mutants no muy a la altura de la promesa o la ambición del primer nivel ; las cuatro etapas restantes recaen en un ejercicio frustrante y genérica en plataformas que carece de todas las pequeñas referencias que hicieron al principio del juego algo auténtico ". Mackey describe los controles del juego como " terrible " .
- Datos: Q1837967